# Géographie de la Vienne
Pour un article plus général, voir Vienne (département).
La Vienne occupe l’emplacement de l’ancienne dépression qui séparait le Massif central du Massif armoricain et qualifié de « seuil du Poitou ». Point de jonction entre le nord et le midi, elle se situe dans un couloir naturel qui conduit du Bassin parisien au Bassin aquitain, ce qui en fait une zone de passage.

## Situation
Le département de la Vienne est situé dans la partie Ouest de la France, dans le nord de la région Nouvelle-Aquitaine. Sa superficie est de 6 990 km2.

Paysages du la Vienne :
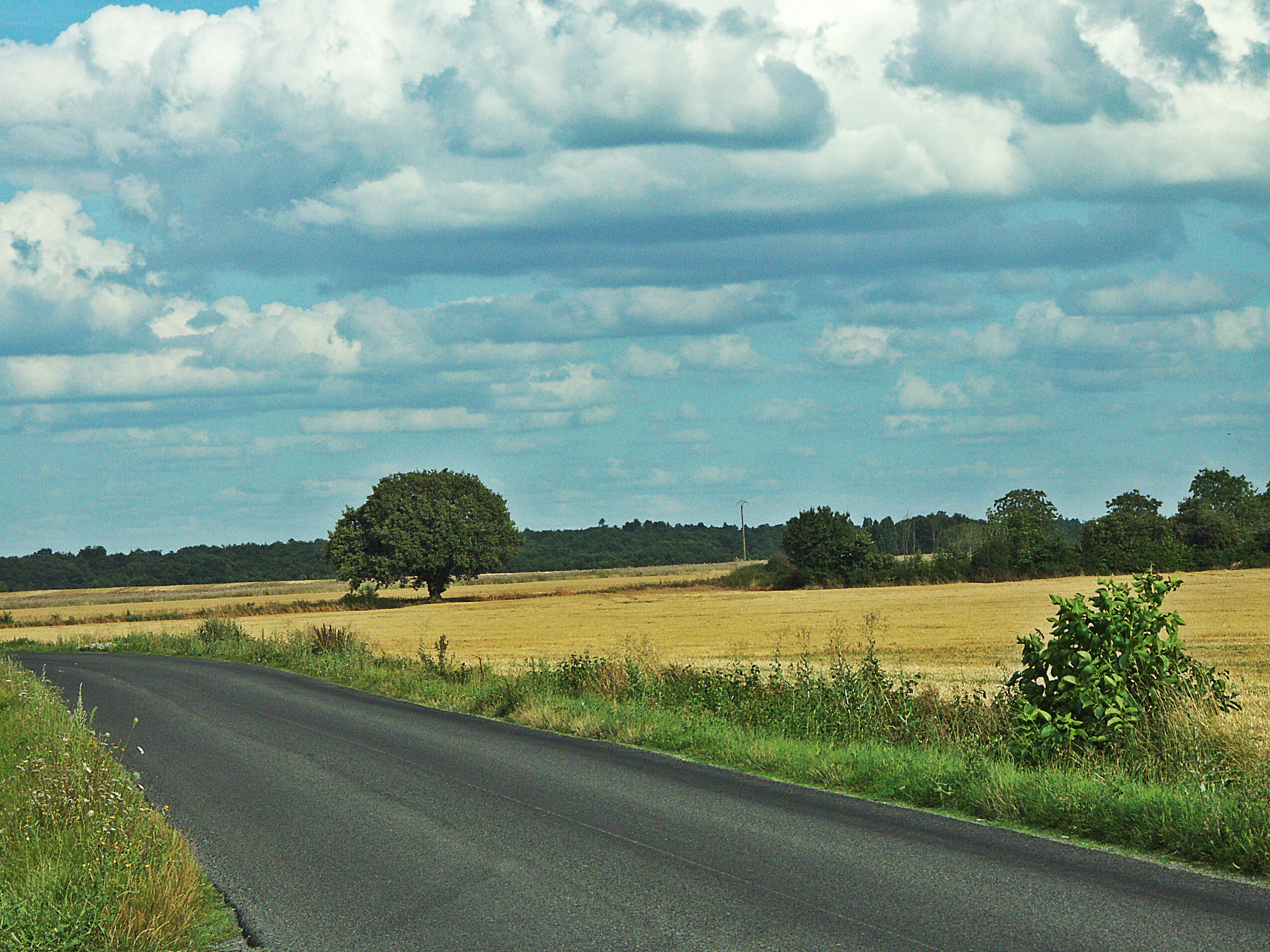
Campagne viennoise.
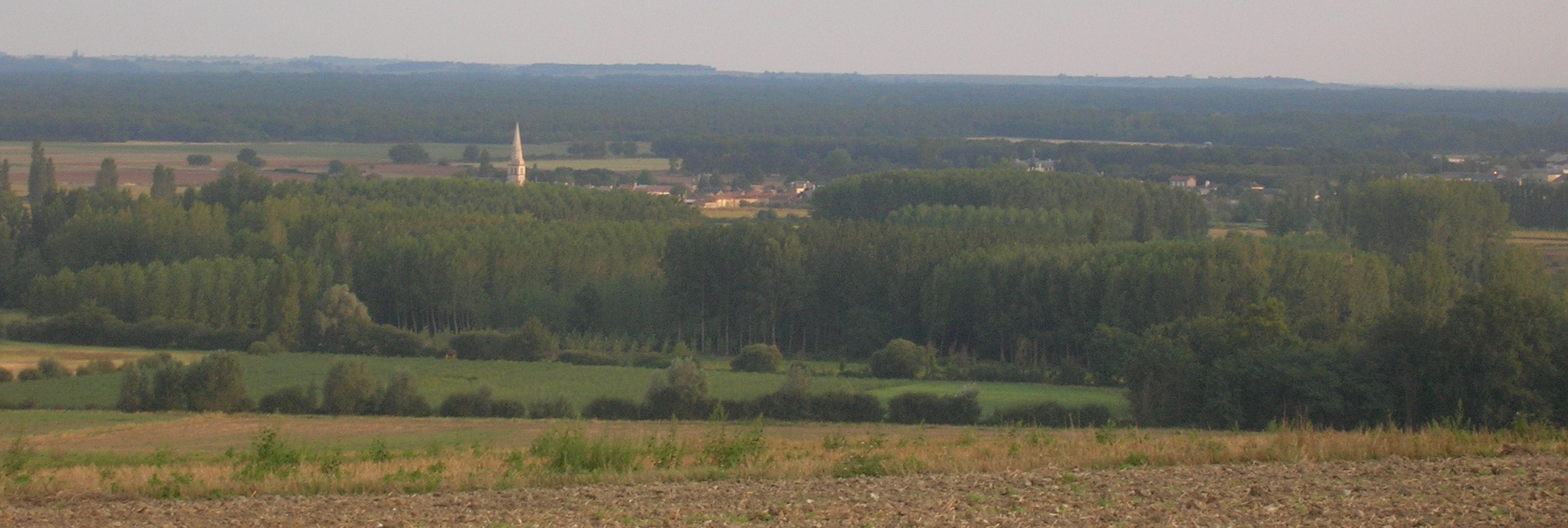
Angliers, au nord du département.

## Régions naturelles
Frédéric Zégierman distingue huit régions naturelles dans ce département :
- Châtelleraudais
- Chauvinois
- Civraisien
- Loudunais
- Mirebalais
- Montmorillonnais
- Pays de Lusignan et de Vouillé
- Poitevin

## Géologie
Le département de la Vienne se situe à la jonction de quatre régions naturelles constituées des deux bassins sédimentaires de Paris et d’Aquitaine, et des deux massifs anciens, armoricain (Vendée) et central (Limousin). Ces régions sont reliées entre elles par le seuil du Poitou qui fait communiquer le bassin de la Loire qui est situé au nord avec le bassin de la Charente localisé au Sud. L’histoire géologique avec des phases d’érosion et d’apport et les facteurs climatiques ont généré des paysages et des sols très différenciés.
Au nord, la marge du Bassin parisien est constituée, d’une part de plaines et de collines calcaires issues des formations marines de l'ère secondaire, d’autre part de hauts plateaux aux sols siliceux et limoneux du Tertiaire.
Au Centre, le seuil du Poitou est une plaine ondulée, où les sols calcaires d’origine marine sont englobés au sein de sols siliceux sur formations détritiques et de sols argileux sur formations lacustres tertiaires. Ils sont dominés par les limons des plateaux, quaternaires.
Au Sud-Est, la marche du Limousin présente une étroite bordure de sols sur granites et schistes, entourée par les formations de brandes, de sols sur des dépôts divers, d’argile, de sable et de grès.
Au Sud-Ouest, sur la marge du Bassin aquitain, les terres rouges à châtaigniers qui soulignent le sud du seuil du Poitou, cèdent la place à des sols calcaires d’origine marine.
Par ailleurs, le département est traversé du sud au nord par les deux rivières importantes : la Vienne et le Clain, qui ont profondément incisé son territoire et modelé le paysage le long de leur cours.

### L'histoire géologique
À l'ère primaire, le Massif armoricain et le Massif central se mettent en place. Ces massifs constituent un socle composé de roches cristallines (granites...) et métamorphiques (micaschiste et gneiss). À la fin de l'ère primaire, ce socle est érodé et aplani. Entre ces deux massifs, existe une zone surélevée passant par Parthenay, Vivonne et L'Isle-Jourdain.
À l'ère secondaire (- 230 millions d'années), ce seuil sépare la France en deux bassins sédimentaires, le Bassin parisien d’une part et le Bassin aquitain d’autre part. Ces deux bassins sont, alors, recouverts par la mer. Durant cette période se déposent des sédiments calcaires qui ont donné des calcaires durs. À la fin du Jurassique (- 140 millions d'années), la mer se retire. Le climat très agressif (chaud et humide de type tropical) provoque des érosions importantes et l'altération des calcaires. Au Crétacé (- 100 millions d'années), les Bassins parisien et aquitain sont de nouveau envahis par la mer. Au début, dans les eaux peu profondes, se déposent des sédiments sableux puis, dans les eaux profondes, des marnes et des craies. La profondeur de la mer diminue ensuite, les apports d'origine détritique sont plus siliceux : sables, grès et argile. À la fin du Crétacé la mer se retire définitivement du territoire viennois.
À l'ère tertiaire (- 60 millions d'années), la formation des Alpes et des Pyrénées entraîne des mouvements tectoniques importants. Les failles du haut-fond poitevin sont réactivées et provoquent des remontées de compartiments (Montalembert et Champagné-Saint-Hilaire) et des effondrements. Il s'établit un régime continental avec des phases d'érosion et d'apport. Au cours du Paléocène, l'altération, la silicification et la rubéfaction des assises secondaires prédominent. A l'Éocène, des sédiments détritiques (argiles et sables) issus du Massif central et des formations résiduelles (argile à silex) comblent les dépressions et recouvrent les assises calcaires. A l'Oligocène, des grands lacs parsèment le département. Des marnes et calcaires lacustres s’y déposent. La silicification progressive de ces apports a donné naissance aux formations à meulières. Au Pliocène, l'érosion se poursuit, compensée localement par des dépôts hétérogènes, charriés du Massif central. Ces formations sont essentiellement constituées d'argiles bariolées, de sables grossiers et de galets de quartz.
La période du Quaternaire (- 2,6 million d’années), est caractérisée par l'alternance de périodes chaudes et de périodes froides. Le réseau hydrographique actuel se met en place avec principalement, des phases de creusement lors du réchauffement et des phases d'alluvionnement lors du refroidissement du climat. L'alternance de ces phases d'érosion et de dépôt a entraîné la formation des terrasses de la Vienne et du Clain. Parallèlement, pendant les périodes froides, des formations éoliennes composées de sables et de limons recouvrent les plateaux.

### La composition des sols
La superficie du département de la Vienne est d’environ 700 000 hectares avec la répartition suivante  :
- Sols de vallées : 10 000 hectares soit 1,5 % de la superficie
- Groies : 200 000 hectares soit 28 %. Les groies sont des terres du sud-ouest de la France, argilo-calcaires, peu profondes  - en général de moins de 50 cm d’épaisseur – et  plus ou moins riches en cailloux. Elles sont fertiles et saines et donc, propices à la polyculture céréalière mais elles s’assèchent vite.
- Varennes ou sables verts : 55 000 hectares soit 8 %. Ils sont constitués d’épais dépôts sableux sur lesquels se sont formées des sols sableux à argilo-sableux intercalés de niveaux marneux, profonds, acides ou neutres selon les secteurs, et tantôt arides ou tantôt hydromorphes. Ce sont des sols caractéristiques du Loudunais. On les trouve, notamment, le long de la Vienne.
- Aubues ou champagnes : 48 000 hectares soit 7 %. Ce sont des sols gris clair, argilo-limoneux, sur craie et donc calcaires
- Argile à silex : 68 000 hectares soit 10 %
- Terres fortes : 15 000 hectares soit 2 %. Ce sont des sols sont composés d’argilo-calcaires moyennement profonds alternant avec des sols limoneux, riches en cailloux et blocs de meulières. Ces terres à tendance acide et hydromorphe. Ces sols sont communs dans toute cette région du sud du département de la Vienne.
- Bornais : 170 000 hectares soit 24 %. Ce sont des sols brun clair sur limons, profonds et humides, à tendance siliceuse.
- Brandes : 80 000 hectares soit 12 %.». C’est un espace issu de la dégradation et de l’exploitation intensive de la forêt originelle. La lande couvrait jusqu’à la fin du XIXe siècle plusieurs dizaines de milliers d’hectares (90 000 hectares pour le département de la Vienne vers 1877). Cette terre a été largement mise en culture à la suite de défrichements ou boisées avec du Pin maritime. Il s’agit maintenant d’espaces marginaux et menacés car considérés comme « improductifs »
- Sols sur granites et micaschistes : 25 000 hectares soit 3,5 %
- Terres Rouges à châtaigniers : 30 000 hectares soit 4 %. Ce sont des sols couleur acajou, siliceux, dérivés d’argiles ferrugineuses à silex provenant d’épandages superficiels du Massif central.

## Relief
Le relief est très peu marqué.
Les altitudes les plus élevées se trouvent sur les premières collines des massifs anciens sur les bordures est et ouest du département.
Vers le Massif central se situe le point culminant de la Vienne, au Signal de Prun sur la commune d'Adriers avec 231 mètres et, vers le Massif armoricain, on atteint un peu plus de 180 mètres sur la commune de Benassay, à une quinzaine de kilomètres au SE du Terrier de Saint-Martin-du-Fouilloux, point culminant (271 mètres) du département voisin des Deux-Sèvres.
Cependant, dans l'axe du seuil du Poitou, la grande colline du horst de Champagné-Saint-Hilaire (195 mètres) constitue un relief singulier qui domine d'une soixantaine de mètres les plaines alentour.

## Cours d'eau
La Vienne est l'un des principaux affluents de la Loire et traverse le département de la Vienne du sud au Nord.
La plupart des autres cours d'eau sont des affluents de la Vienne.